# Reputazione (sociologia)
Il concetto di reputazione attiene alla credibilità che un determinato soggetto ha all'interno di un gruppo sociale. L'interesse per la propria reputazione è presente fin dai primi momenti di aggregazione in quanto l'interesse di apparire credibili e affidabili agli occhi della società rappresenta la possibilità per ogni individuo di esporsi.

## Reputazione delle fonti di informazione sul Web
Una delle principali cause di cattiva reputazione per le fonti di informazione sono i contenuti falsi o imprecisi. Questo problema assume particolare criticità per le fonti che operano nella rete Internet, dal momento che la possibilità di accedere a piattaforme Web senza avere particolari conoscenze tecnico-informatiche per la produzione di contenuti provoca l'aumento delle probabilità di pubblicazione di materiale falso o non attendibile (per esempio una notizia falsa). 
Esistono nel Web tentativi per una stima automatizzata della reputazione in rete di una persona - e dunque dell'autore di pagine Web: uno di questi è proposto da Naymz, un social network professionale che dispone di un sistema di gestione della reputazione basato su un algoritmo proprietario chiamato RepScore. Rispetto alla validità di questo sistema, tuttavia, è stato espresso scetticismo sulla base di ricerche che hanno mostrato quanto sia facile costruire profili in grado di raggiungere la massima reputazione tramite contatti con persone sconosciute o con falsi profili creati ad arte.